# Emma Green (enfermeira)
Emma Green (1843–1929) foi uma americana envolvida em intrigas da Guerra Civil em Alexandria, Virgínia. Descrita como uma beldade sulista, sua política mudou de pró-União ou neutra para uma visão mais pró-confederados durante a Guerra Civil, depois que a União tomou o hotel de sua família para servir como o Hospital Mansion House. 
Uma versão ficcional dela é interpretada por Hannah James na série de televisão Mercy Street, onde a personagem é uma enfermeira. 

## Vida pregressa
Emma Green nasceu em 1843 em uma família rica e socialmente aspirante em Alexandria, Virgínia. Ela foi criada em uma família episcopal devota. Ela tinha três irmãos que moravam na cidade, três irmãs mais velhas e três irmãs mais novas. Ela cresceu na Carlyle House em Alexandria  junto com sua irmã mais velha Lydia, sua mãe Jane Muir Green e seu pai James Green. Na sua juventude, Emma Green às vezes ficava na Mansion Hotel House adjacente, de propriedade da sua família, ou ficava na sua fazenda familiar de 232 acres (938.871 metros quadrados) fora da cidade, chamada The Grove. 
Seu pai, James Green, era o dono do Mansion House Hotel e também o homem mais rico de Alexandria em 1859. Seu hotel abrigava hóspedes, criados e 16 escravos, incluindo várias crianças escravizadas. A família também era dona da fábrica de móveis Green & Brother, que, quando a Guerra Civil chegou aos arredores de Alexandria em 1860, foi confiscada como prisão para desertores da União. Os irmãos de Emma Green não estavam diretamente envolvidos na posse ou aluguel de escravos, ao contrário de seu pai. Sua irmã mais nova, Alice, morreu em março de 1860 vítima de uma doença repentina. Suas duas irmãs mais velhas, Mary e Elizabeth, casaram-se com membros da família Stringfellow, Sarah casou-se com um membro da família Jacobs e Lydia nunca se casou.  Em 1861, Emma Green conheceu seu futuro marido Frank Stringfellow, um estudante em Alexandria.  Ele então passou a ensinar latim no Mississippi aos 20 anos de idade, para ganhar dinheiro para que pudesse se casar com Emma Green. 

## A Guerra Civil
Depois que a Virgínia votou pela secessão dos Estados Unidos em 24 de maio de 1861,  o pai de Emma Green recebeu uma notificação no início de novembro de 1861, informando que ele tinha três dias para desocupar o hotel.  O Exército da União assumiu o prédio em 11 de novembro de 1861, com a família Green recebendo aluguel do governo no futuro.  Em 1º de dezembro de 1861, o Mansion House Hospital foi inaugurado como um Hospital Geral.  A família de Green inicialmente tinha simpatias pró-União devido à sua experiência na indústria, mas cada vez mais se aliou aos confederados à medida que a Guerra Civil avançava.  A própria visão política de Emma Green mudou de pró-União ou neutra durante a Guerra Civil, possivelmente influenciada pelas fortes tendências confederadas de seu noivo. 
Durante a guerra, o noivo de Emma Green, Benjamin Franklin "Frank" Stringfellow, operou como um espião confederado. É possível que Emma Green tenha auxiliado na espionagem.  Alistando-se no Exército Confederado no início da guerra, em janeiro de 1862, Stringfellow foi enviado para espionar em Alexandria sob o disfarce de assistente de dentista.  Em determinado momento de abril, no consultório do dentista  Emma Green o encontrou por acaso e o chamou pelo nome, mas eles conseguiram não levantar suspeitas. Eles evitaram mais contato até 1862, enquanto ele permaneceu com o dentista, antes de deixar Alexandria para outras missões como batedor e espião.  Em 20 de setembro de 1862, as pessoas começaram a usar o hotel da família Green como um Hospital Geral da Primeira Divisão, e era o maior dos edifícios confiscados usados como hospital militar na cidade,  com capacidade para abrigar até 700 soldados doentes e feridos. 
Stringfellow retornou a Alexandria em 1863, novamente em uma missão para espionar e recrutar novos agentes. Ele aproveitou a oportunidade para conhecer Emma Green, e eles tiveram vários encontros com Frank utilizando o nome R.M. Franklin. Ele deixou a cidade novamente após sua real identidade quase ter sido vazada.  Segundo alguns historiadores, como a autora Virginia Morton, Emma Green auxiliou Stringfellow durante todo o ano de 1863. Em uma história contada por Morton, um dia "Stringfellow foi até a casa de Emma Green sozinho, mas descobriu que oficiais da União estavam ocupando os andares superiores. Sem se deixar intimidar, ele entrou sorrateiramente no porão pelos fundos da casa e pediu à empregada de Emma Green para buscá-la... Emma Green concordou em chamar os informantes e retornou em poucas horas com informações vitais sobre o ataque planejado pelo general da União Irvin McDowell's." 
Stringfellow retornou a Washington em março de 1865, e relatos dizem que Emma Green mudou-se para viver com amigos da família em um esforço para ficar mais próxima dele.  Ela se encontrou com Frank Stringfellow em 1865 em reuniões de amigos da União, quando ele estava disfarçado espionando para Jefferson Davis e cortejando-a.  No entanto, no final da guerra, ele era conhecido como perigoso e tinha uma recompensa de US$ 10.000 (dez mil dólares) por sua captura. Quando Richmond caiu, Stringfellow partiu para Virgínia e descobriu que era um suposto cúmplice no assassinato de Lincoln. Ele partiu para o Canadá.  Após a rendição da Confederação em 9 de abril de 1865, o Mansion House Hospital foi devolvido aos Greens e reaberto como um hotel,  operando como Mansion House Hotel até ser adquirido por novos proprietários no início da década de 1880. 

## Vida posterior e família
Após a guerra, Emma Green mudou-se para o internato Woodberry Forest School, perto de Alexandria.  Emma Green e Stringfellow se reuniram após a guerra, quando ele retornou de sua fuga para o Canadá em 1867, e se casaram em 23 de janeiro de 1867.  Frank tornou-se um ministro episcopal e tiveram quatro filhos juntos: Ida (n. 1867), Alice Lee (n. 1871), Frank (n. 1881) e John Stanton (n. 1883). 
Em 1883 a família Green recebeu do governo dos EUA uma indenização por aluguel atrasado pelo uso do Mansion House Hotel, após a morte dos pais de Emma Green. Após a morte do marido em 1913, Emma Green morreu em 1929, com sua lápide no Cemitério Ivy Hill em Alexandria. 

## Legado cultural
Em 2016, a PBS começou a transmitir Mercy Street, uma série de televisão baseada no hospital do hotel da família Green, o Mansion House Hospital, ambientada em 1862.  Uma versão ficcional de Emma Green é uma personagem-chave na série, atuando como enfermeira, e é interpretada por Hannah James. Por meio de amigos locais, James contatou os tataranetos de Emma Green, que compartilharam relíquias, roupas e histórias que pertenceram a ela. 
A verdadeira Emma Green serviu apenas como modelo base para a representação na série. Os únicos detalhes que as duas mulheres compartilham são que Emma Green era filha dos Greens, donos do Mansion House Hotel e que ela estava noiva de Frank Stringfellow. A verdadeira Emma Green nunca sequer foi enfermeira. O marido dela também nunca foi implicado em uma conspiração de assassinato. 

## Links externos
- D. Toler, Pamela (February 16, 2016). Heroines of Mercy Street. [S.l.: s.n.] ISBN 9780316392051 Verifique data em: |data= (ajuda)